# Kinderserie
Kinderserie ist die Bezeichnung für eine Serie, beispielsweise eine Fernsehserie, eine Hörspielserie oder auch eine Buchreihe, die sich gezielt an Kinder richtet. Die Serie muss aber nicht von Kindern handeln.

## Themen und Inhalte von Kinderserien
Sendungen für Kinder behandeln mitunter spezifisch kindliche Erfahrungen. Diese Serien handeln beispielsweise von Gleichaltrigen und ihren alterstypischen Problemen. Dies reicht von Versuchen, die sie umgebende Umwelt zu erkunden, Freunde zu gewinnen bis hin zur Entwicklung einer eigenständigen Persönlichkeit. Hierzu zählen etwa die Serien Neues aus Uhlenbusch, Luzie, der Schrecken der Straße und Die rote Zora und ihre Bande. Die Bemühungen eines Jungen, Fußball-Nationalspieler zu werden, schildert Manni, der Libero. Die Fernsehserien Gänsehaut und Spuk unterm Riesenrad befriedigen das Bedürfnis von Kindern nach Gruselgeschichten. In den letzten Jahren ist auch das Genre Fantasy bei Kindern immer beliebter geworden, welche in andere Welten einladen. Ein Beispiel hierfür ist Mia and me – Abenteuer in Centopia.
Bei vielen Kinderserien steht der Unterhaltungswert im Vordergrund. Beispiele sind hier etwa viele Zeichentrick-Serien wie Die Biene Maja, Pingu, Alfred J. Kwak, aber auch Heidi, Nils Holgersson und Wickie.

## Produktionsarten von Kinderfernsehserien

### Zeichentrick
Schwerpunktmäßig wurden und werden Kinderserien als Trickfilme produziert. Es wurden häufig Verfilmungen beliebter Kinderbücher vorgenommen, wie etwa Biene Maja, Wickie oder Heidi.
Lustige Unterhaltung präsentierte die italienische Reihe um Herr Rossis vergebliche Suche nach dem Glück und Doctor Snuggles, für dessen Abenteuer unter anderen Douglas Adams und Richard Carpenter die Bücher schrieben. Die bekanntesten Serien dieser Art sind sicher amerikanische Zeichentrick-Formate wie Familie Feuerstein, Tom und Jerry oder Der rosarote Panther. Zu den neueren Generationen von Serien gehören etwa Thomas und seine Freunde und Bob der Baumeister. Hervorzuheben ist auch die Serie Als die Tiere den Wald verließen, die auf der gleichnamigen Buchreihe von Colin Dann basiert.
Einen Lerneffekt sollte die Serie Es war einmal … bewirken, die in verschiedenen Staffeln unterschiedliche Aspekte des menschlichen Lebens, wie die Geschichte der Menschheit, oder Abläufe im menschlichen Körper anschaulich und unterhaltsam darstellt. Die Serie Sport Billy versucht, Kinder an das Thema Fair Play im Sport heranzuführen.
Manche Serien, wie SpongeBob Schwammkopf, sind so voller anarchistischem Witz, dass sowohl Kinder als auch Erwachsene zu den Stammzuschauern gehören. Bereits die Cartoons von Tex Avery zeichneten sich durch eine Doppeldeutigkeit aus, die vor allem Ältere ansprach, ohne Kinder dabei auszuschließen.
Ein ebenso breites Publikum wird durch Serien erreicht, die auf Japanischen Comics (Mangas) basieren, deren Zielgruppe von 9 bis 18 Jahren oder älter reicht. Diese Form von Serien kennt man auch unter den Begriff Anime. Beispiele hierfür sind Dragon Ball, One Piece, Naruto und Detektiv Conan. In Japan können Produktionen die für Kinder geeignet sind, ernsthaftere Themen und realistischere Gewaltdarstellungen haben, als das in westlichen Produktionen der Fall ist, was dazu führt, dass in anderen Ländern die Serien vor der Ausstrahlung bearbeitet werden. Die Vorgangsweise kann sich dabei unterscheiden. So sind bei One Piece sämtliche Bilder, Dialoge und Thematiken gleich geblieben, wobei es vereinzelte und moderate Schnitte gab, um die Serien im Tagesprogramm zeigen zu können. Ein Kontrastbeispiel ist die Serie Naruto in der u. a. sämtliche Andeutungen des Todes verleugnet wurden.
Einen Sonderfall bei Fernsehserien stellen Zusammenstellungen verschiedener Folgen zu (Spiel-)Filmen dar.

### Fernsehserien mit Darstellern
Serien, in denen jüngere Kinder die Hauptrollen spielen, sind eher selten. Dies ist durch das schnelle Wachstum der Darsteller bedingt, welches langfristige Reihen eher behindert, aber auch durch die potentiell eher geringe Zuschauergruppe. Anders sieht es bei regelmäßigen Kinderfernsehreihen aus, die ein weitgehend ähnliches Konzept und Format und dieselben Puppen und Erwachsenendarsteller, jedoch unterschiedliche mitwirkende Kinder besitzen.
In den 1970er Jahren begannen in Deutschland erstmals in größerem Umfang Entwicklungen mehrerer, eigenständiger Kinderfernsehreihen und mehrere Sendeanstalten versuchten sich an neuen Konzeptionen. So wurden z. B. die Spielschule (ab 1969) und in der Nachfolge Das feuerrote Spielmobil (1972–1981) von BR und ARD, Die Sendung mit der Maus (seit 1971) von WDR und ARD, Rappelkiste (1973–1984) vom ZDF und Kli-Kla-Klawitter (1974–1976) vom ZDF produziert und regelmäßig ausgestrahlt.
Unter den Fernsehserien, in denen jüngere Kinder die Hauptrollen spielen, ist eine der wenigen US-Ausnahmen etwa Wunderbare Jahre, wo der Protagonist den Übergang von der Kindheit zur Jugend erlebt. Im Grunde handelt es sich aber um eine Familienserie, da die Reihe aus der Perspektive des Erwachsenen erzählt wird, der sich an seine Kindheit erinnert. Clarissa, Lizzie McGuire und Hannah Montana sind zwar bereits Teenager, haben jedoch auch sehr viele Fans unter älteren Kindern. Gerade die Letztgenannte ist ein Beispiel für eine moderne Vermarktung, indem das produzierende Studio eine Merchandising-Maschinerie um den Hauptcharakter anwirft, indem die Darstellerin auch außerhalb der Serie Konzerte gibt.
In Familienserien wie Full House, Die Bill-Cosby-Show oder What’s Up, Dad? nehmen Kinder und ihre Gefühlswelt ebenfalls einen breiten Raum ein.
Viele fantastische Serien erzielen ihre Wirkung gerade aus der Kombination von realen Schauspielern und Spezialeffekten. Hier erzielten vor allem die tschechischen Klassiker Pan Tau, Die Märchenbraut und Die Tintenfische aus dem zweiten Stock Erfolge. Auch in Deutschland gibt es eine Vielzahl von Serien für Kinder: Meister Eder und sein Pumuckl handelt von einem Kobold, der sich selbst noch wie ein Kind benimmt. Die Geschichte vom Jungen, der sein Lachen verkaufte, erzählt Timm Thaler. Als Vorlage diente die gleichnamige Erzählung von James Krüss.
Die Mystery-Serie Vier gegen Z ließen Kinder gegen einen Zauberer antreten, dem der deutsche Hollywood-Darsteller Udo Kier Gestalt verlieh. Dem Science-Fiction-Genre sind die neuseeländische Serie The New Tomorrow – der Nachfolger von The Tribe – zuzurechnen. Zu den gelungenen Krimiserien gehören die Fünf Freunde und Die Knickerbocker-Bande.
Einige amerikanische Serien spielten gerne mit Gruseleffekten wie in The Addams Family und The Munsters oder nutzen fantastische Elemente. Manche ältere Serien wie Mr. Ed, Mork vom Ork oder Alf waren als Familienserien konzipiert, werden aber des Öfteren als Kinderserien eingestuft.

### Andere Möglichkeiten
Auf das Prinzip des Puppenspiels griff die Augsburger Puppenkiste zurück, die sich zum Teil an ein ganz junges Publikum richtete. Im Laufe der Zeit wurden eine Reihe von Kinderserien geschaffen, die häufig auf erfolgreichen Kinderbüchern basierten. Auch Jim Henson setzte in den Geschichten um Die Fraggles Puppen ein. Vom Puppenspiel ist der Puppentrickfilm abzugrenzen, der ebenfalls eine Möglichkeit darstellt.

## Abgrenzung zu Familienserien
Familienserien haben nicht nur, aber auch Kinder als Zielgruppe. Die Einordnung einer Serie als Kinderserie oder Familienserie kann mitunter sehr schwierig sein, wobei die Sichtweise sich im Laufe der Zeit auch änderte. So war Familie Feuerstein in den USA zunächst eine Familienserie, die im Vorabendprogramm lief, während sie später als Kinderserie ins Nachmittagsprogramm verschoben wurde.